# Лезиньян-Корбьер
Лезинья́н-Корбье́р (фр. Lézignan-Corbières) — коммуна во Франции, находится в регионе Лангедок — Руссильон. Департамент коммуны — Од. Административный центр кантона Лезиньян-Корбьер. Округ коммуны — Нарбонна.
Код INSEE коммуны — 11203.

## Население
Население коммуны на 2008 год составляло 9968 человек.
| 1962 | 1968 | 1975 | 1982 | 1990 | 1999 | 2008 |
| ---- | ---- | ---- | ---- | ---- | ---- | ---- |
| 6939 | 7558 | 7355 | 7514 | 7881 | 8266 | 9968 |

## Экономика
В 2007 году среди 5824 человек в трудоспособном возрасте (15—64 лет) 3671 были экономически активными, 2153 — неактивными (показатель активности — 63,0 %, в 1999 году было 63,1 %). Из 3671 активного работали 2920 человек (1572 мужчины и 1348 женщин), безработных было 751 (387 человек и 364 женщины). Среди 2153 неактивных 420 человек были учащимися или студентами, 681 — пенсионерами, 1052 были неактивными по другим причинам.